# Serbischer Psalter

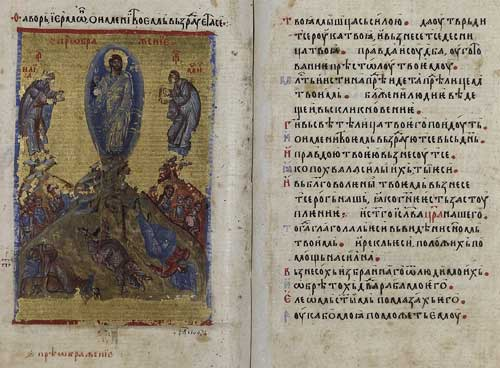
Seiten aus dem Serbischen Psalter

Der Serbische Psalter (auch Codex Monacensis Slavicus 4) ist das Hauptwerk mittelalterlicher Buchmalerei in Serbien. Entstanden Ende des 14. Jahrhunderts für Stefan Lazarević, ist er durch seine 148 oft ganzseitigen Miniaturen ein singuläres Zeugnis serbischer Orthodoxie. Vermutlich wurde der Psalter im Kloster Hilandar auf dem Athos angefertigt. Der Psalte besitzt 154 ganzseitige Miniaturen die von der byzantinischen Malerei beeinflusst sind und mit den während dieser Zeit in Serbien entstandenen Fresken in den Klosterkirchen korrespondieren. Der Psalter wurde wahrscheinlich im Auftrag eines fürstlichen Gönners, vermutlich aus dem Hause Lazars, hergestellt. Im 15. Jahrhundert fand es sich im Besitz des Despoten Đurađ Branković, dessen Familie es dem Kloster Pribina Glava in der Fruška Gora schenkte. Im 17. Jahrhundert wurde es ins Patriarchenkloster Peć ausgeliehen, wo es neu gebunden wurde. Kurz darauf kam er im Zuge der Türkenkriege in den Besitz von Wolfgang Heinrich von Gemell zu Flischbach, der den Kodex 1689 dem Kloster Gotteszell im Bayerischen Wald schenkte, von wo er 1782 ins Kloster Sankt Emmeram in Regensburg gelangte. Heute befindet er sich in der Bayerischen Staatsbibliothek München unter der Signatur Cod.slav. 4.